# 한국프로농구 2017-18
2017-2018 정관장 프로 농구는 대한민국 프로농구 22번째 시즌이다. 총 10개 구단이 참여하며 2017년 10월 22일에 개막 하게 되며 팀당 54경기(라운드 로빈방식, 홈 27경기, 원정 27경기)를 치른다.

## 시즌 화제
- 창원 LG가 창단한지 20주년을 맞이하였다.

## 제도 변화
- FIBA 룰에 따라 이번 시즌부터 경기 중 벤치 선수들은 몸을 풀 수 없다.

## 구단별 캐치프레이즈 (슬로건)
- 울산 현대모비스 피버스 : WE ARE LEGEND
- 전주 KCC 이지스 :  Together KCC!
- 원주 DB 프로미 : DO YOUR BASKETBALL, PROMY
- 안양 KGC인삼공사 : ONE MORE TIME !
- 고양 오리온 오리온스 : WE'RE ORION!
- 서울 삼성 썬더스 : 챔피언을 향해! GO THUNDERS!
- 서울 SK 나이츠 : HERE WE GO!
- 창원 LG 세이커스 : 도전하라 창원 LG! 승리하라 세이커스!!
- 부산 kt 소닉붐 : 새로운 시작, 새로운 도약 Let's do it!
- 인천 전자랜드 엘리펀츠 : 飛上 전자랜드

## 선수 은퇴

### 국내 선수
- 김봉수.박지현 : 원주 DB 프로미
- 오종균 : 울산 현대모비스 피버스
- 이시준.주희정.최수현 : 서울 삼성 썬더스
- 염승민.한성원 : 인천 전자랜드 엘리펀츠
- 송수인.정의한.정휘량 : 전주 KCC 이지스
- 박석환 : 고양 오리온 오리온스
- 김경수.이한림.하재필 :안양 KGC 인삼공사

### 외국인선수
- 마이클 크레익 : 서울 삼성 썬더스
- 오데리언 바셋 : 고양 오리온 오리온스
- 마리오 리틀. 제임스 메이스, 키스 클랜턴, 찰스 가르시아 : 창원 LG 세이커스
- 안드레 에밋 : 전주 KCC 이지스
- 리온 윌리엄스, 라킴 잭슨 : 부산 kt 소닉붐
- 네이트 밀러, 레이션 테리 : 울산 모비스 피버스
- 커스버트 빅터, 에반 브락 : 인천 전자랜드 엘리펀츠
- 제임스 싱글톤 : 서울 SK 나이츠

## 선수 이적

### 자유 계약
- 홍경기 : 부산 kt 소닉붐 → 인천 전자랜드 엘리펀츠

### 국내선수
- 울산 모비스 피버스 : 김동량
- 서울 삼성 썬더스 : 김명훈.문태영.이관희
- 서울 SK 나이츠 : 김동욱, 김민수.변기훈
- 고양 오리온 오리온스 : 김도수, 문태종
- 인천 전자랜드 엘리펀츠 : 박찬희
- 전주 KCC 이지스 : 송창용
- 부산 kt 소닉붐 : 김현민
- 안양 KGC 인삼공사 : 오세근

### 외국인선수
- 서울 삼성 썬더스 : 리카르도 라틀리프, 커티스 위더스, 디안젤로 러셀
- 고양 오리온 오리온스 :
- 원주 DB 프로미 : 로드 벤슨
- 전주 KCC 이지스 : 안드레 에밋
- 안양 kGC 인삼공사 : 데이비드 사이먼, 맷 볼딘, 마이클 더니건
- 부산 KT 소닉붐 : 마이클 비즐리

### 군 입대
- 안양 KGC 인삼공사 : 문성곤
- 서울 삼성 썬더스 : 김준일.임동섭
- 고양 오리온 오리온스 : 이승현
- 울산 현대모비스 피버스 : 김수찬.김주성,최지훈
- 원주 동부 프로미 : 김창모.허웅
- 인천 전자랜드 엘리펀츠 : 이대헌
- 창원 LG 세이커스 : 유병훈.주지훈,한상혁
- 부산 kt 소닉붐 : 김종범

### 국내선수
- 김종근 (안양 KGC 인삼공사 → 인천 전자랜드 엘리펀츠)
- 오용준 (서울 SK 나이츠 → 안양 KGC 인삼공사)
- 김동희 (원주 DB 프로미 → 울산 현대모비스 피버스)
- 김효범 (울산 현대모비스 피버스 → 서울 삼성 썬더스)
- 유성호 (울산 현대모비스 피버스 → 원주 DB 프로미)
- 노승준 (전주 KCC 이지스 → 원주 DB 프로미)
- 석종태 (안양 KGC 인삼공사 → 서울 삼성 썬더스)
- 장민범 (전주 KCC 이지스 → 서울 삼성 썬더스)

#### 시즌 중
- 울산 현대모비스 피버스(류영환) ↔ 서울 SK 나이츠 (박형철)
- 부산 kt 소닉붐 (김승원.이재도) ↔ 안양 KGC 인삼공사 (김기윤.김민욱)
- 울산 현대모비스 피버스 :  (김진용, 주긴완) ↔ 전주 KCC 이지스 : (박경상)

### 외국인선수

#### 시즌 전
- 론 하워드 (고양 오리온 오리온스 → 전주 KCC 이지스)
- 디숀 심스 (올산 현대모비스 피버스 → 인천 전자랜드 엘리펀츠)
- 대리언 타운스 (인천 전자랜드 엘리펀츠 → 서울 SK 나이츠)
- 로렌조 브라운 (원주 DB 프로미 → 올산 현대모비스 피버스)
- 대니 그린 (부산 KT 소닉붐 → 올산 현대모비스 피버스)

#### 시즌 중

##### 영입
- 제임스 켈리, 에릭 와이즈, 후안 파틸로, 프랭크 로빈슨 (창원 LG 세이커스)
- 레이션 테리 (울산 모비스 피버스)
- 애런 헤인즈 (서울 SK 나이츠)
- 찰스 로드, 브라이언 던스톤 (전주 KCC 이지스)
- 르브라이언 내쉬 (부산 kt 소닉붐)
- Q.J 피터슨 (안양 kGC 인삼공사)
- 로드 벤슨, 마리오 리틀 (원주 DB 프로미)
- 브랜드 브라운, 네이트 밀러 (인천 전자랜드 엘리펀츠)
- 저스틴 에드워즈, 드웨인 미첼 (고양 오리온 오리온스)

##### 방출
- 대리언 타운스 (서울 SK 나이츠)
- 조쉬 파월.저스틴 터브스.조나단 블락.에릭 와이즈 (창원 LG 세이커스)
- 애리조나 리드 (울산 현대모비스 피버스)
- 리온 윌리엄스. 테런스 왓슨 (부산kt 소닉붐)
- 에릭 도슨, 론 하워드 (전주 KCC 이지스)
- 아넷 몰트리 (인천 전자랜드 엘리펀츠)
- 드워릭 스펜서 (고양 오리온 오리온스)
- 마이클 크레익 (서울 삼성 썬더스)
- 조던 워싱턴, 래리 고든 (원주 DB 프로미)
- 키퍼 사익스, 마이클 이페브라 (안양 KGC 인삼공사)

### 영입

#### 시즌 전
- 김동욱 (고양 오리온 오리온스 → 서울 삼성 썬더스)
- 송창무 (서울 SK 나이츠 → 고양 오리온 오리온스)
- 이민재 (부산 kt 소닉붐 → 안양 KGC 인삼공사)
- 이정현 (안양 KGC 인삼공사 → 전주 KCC 이지스)
- 민성주 (부산 kt 소닉붐 → 고양 오리온 오리온스)
- 정재홍 (고양 오리온 오리온스 → 서울 SK 나이츠)
- 정준원 (서울 SK 나이츠 → 창원 LG 세이커스)
- 이정석 (서울 SK 나이츠 → 울산 현대모비스 피버스)
- 차민석 (인천 전자랜드 엘리펀츠 → 서울 삼성 썬더스)

## 정규 시즌 순위
- 2017년 3월 13일 확정

| 순위 | 팀                     | 경기수 | 승 | 패 | 승률  | 연속 | 승차 | 플레이오프  | 비고                      |
| ---- | ---------------------- | ------ | -- | -- | ----- | ---- | ---- | ----------- | ------------------------- |
| 1    | 원주 DB 프로미         | 54     | 37 | 17 | 0.685 | 2패  | -    | 4강 PO 진출 | 정규리그 우승             |
| 2    | 서울 SK 나이츠         | 54     | 36 | 18 | 0.667 | 1승  | 1.0  | 4강 PO 진출 | 챔피언 결정전 우승        |
| 3    | 전주 KCC 이지스        | 54     | 35 | 19 | 0.648 | 2패  | 2.0  | 6강 PO 진출 |                           |
| 4    | 울산 현대모비스 피버스 | 54     | 33 | 21 | 0.611 | 4패  | 4.0  | 6강 PO 진출 |                           |
| 5    | 안양 KGC 인삼공사      | 54     | 29 | 25 | 0.537 | 1승  | 8.0  | 6강 PO 진출 | VS 전자랜드 상대전적 우세 |
| 6    | 인천 전자랜드엘리펀츠  | 54     | 29 | 25 | 0.537 | 2승  | 8.0  | 6강 PO 진출 | VS KGC 상대전적 열세      |
| 7    | 서을삼성 썬더스        | 54     | 25 | 29 | 0.463 | 1패  | 12.0 | 6강 PO 탈락 |                           |
| 8    | 고양 오리온 오리온스   | 54     | 19 | 35 | 0.352 | 5승  | 18.0 | 6강 PO 탈락 |                           |
| 9    | 창원 LG 세이커스       | 54     | 17 | 37 | 0.315 | 4패  | 20.0 | 6강 PO 탈락 |                           |
| 10   | 부산 kt 소닉붐         | 54     | 10 | 44 | 0.185 | 1승  | 27.0 | 6강 PO 탈락 |                           |

## 플레이오프
| 홈팀(정규시즌 순위)          | 원정팀(정규시즌 순위)        | 결과       | 비고           |
| ---------------------------- | ---------------------------- | ---------- | -------------- |
| 울산 현대모비스 피버스 (4위) | 안양 KGC 인삼공사 (5위)      | 3:1 KGC 승 | 6강 플레이오프 |
| 전주 KCC 이지스 (3위)        | 인천 전자랜드 엘리펀츠 (6위) | 3:2 KCC 승 | 6강 플레이오프 |
| 원주 DB 프로미 (1위)         | 안양 KGC 인삼공사 (5위)      | 3:0 DB 승  | 4강 플레이오프 |
| 서울 SK 나이츠 (2위)         | 전주 KCC 이지스 (3위)        | 3:1 SK 승  | 4강 플레이오프 |
| 원주 DB 프로미 (1위)         | 서울 SK 나이츠 (2위)         | 4:2 SK 승  | 챔피언결정전   |

| KBL                                             | KBL                                                 | KBL                                                  |
| ----------------------------------------------- | --------------------------------------------------- | ---------------------------------------------------- |
| 이전 대회                                       | 2017-2018 정관장 프로 농구 (2017.10.14 ~ 2018.4.18) | 다음 대회                                            |
| 2016-2017 KCC 프로 농구 (2016.10.22 ~ 2017.5.2) | 2017-2018 정관장 프로 농구 (2017.10.14 ~ 2018.4.18) | 2018-2019 SKT 5GX 프로 농구 (2018.10.13 ~ 2019.4.21) |

## 같이 보기
- 2017년 KBL 드래프트